# Nancy Mitford
Nancy Freeman-Mitford (Londra, 28 novembre 1904 – Versailles, 30 giugno 1973) è stata una scrittrice e biografa britannica.
È famosa per i suoi romanzi sulla vita dell'alta società in Gran Bretagna e in Francia, in particolare quelli pubblicati dopo il 1945, e per le biografie di Luigi XIV di Francia, Madame de Pompadour, Voltaire e Federico II di Prussia.

## Biografia

### Infanzia ed educazione
Nancy era esponente della famiglia Mitford, figlia primogenita di David Freeman-Mitford, II barone Redesdale, e di sua moglie, Sydney Bowles, figlia di Thomas Gibson Bowles, un giornalista, editore e proprietario di un'agenzia di stampa le cui pubblicazioni includevano Vanity Fair e The Lady.
Alla sua nascita decisero di chiamarla Ruby, ma in seguito cambiarono idea e la chiamarono Nancy.
Nancy ebbe un'infanzia privilegiata. La responsabilità per l'educazione quotidiana di Nancy era delegata alla balia e alla bambinaia istruite dalla madre, la quale era convinta che i bambini non dovevano mai essere corretti e che mai ci si dovesse rivolgere loro con rabbia. Prima che questo esperimento fosse interrotto, Nancy era diventata egocentrica e incontrollabile. Poco prima del suo terzo compleanno, nacque una sorella, Pamela. L'apparente cambio di lealtà della bambinaia in favore del nuovo arrivo fu un'ulteriore fonte di indignazione per Nancy, e durante tutta l'infanzia e negli anni a seguire continuò a sfogare il suo dispiacere sulla sorella. Nel gennaio del 1909 nacque un fratello, Thomas, e nel giugno del 1910 un'altra sorella, Diana. Quell'estate Nancy frequentò la vicina Francis Holland School. In autunno la famiglia si trasferì in una casa più grande a Victoria Road, a Kensington, dopodiché Nancy fu educata a casa da altre governanti. Le estati venivano trascorse nel cottage della famiglia vicino a High Wycombe, nel Buckinghamshire, o con i nonni a Batsford Park. Nell'inverno del 1913-1914 la famiglia andò in Canada, per visitare una proprietà che suo padre aveva acquistato a Swastika, nell'Ontario. Fu qui che fu concepita la loro quinta figlia, nata l'8 agosto 1914 e battezzata Unity.

### Prima guerra mondiale, Batsford Park e Asthall Manor
Allo scoppio della prima guerra mondiale, suo padre David si riunì al suo reggimento e partì per la Francia. Nel maggio del 1915, Clement, il fratello maggiore di David (ed erede del titolo di Barone Redesdale), fu ucciso mentre serviva con il 10th Royal Hussars. Alla morte del vecchio padre Bertie Mitford, David, il 17 agosto 1916, mentre era ancora al fronte, ereditò il titolo di Barone Redesdale. La moglie Sydney prese rapidamente possesso di Batsford House, gran parte della quale era rimasta chiusa per molti anni, e ne occupò la parte che potevano permettersi di riscaldare. I bambini vennero educati tutti insieme a casa. Questo fu una fonte di frustrazione per Nancy, la cui vivace intelligenza richiedeva maggiori stimoli. Passò molte ore a leggere nella biblioteca della Batsford House dove, secondo la sua biografa Selena Hastings, furono gettate le basi della sua vita intellettuale.
Le proprietà di Redesdale erano vaste, ma molto costose. Alla fine della guerra, Redesdale decise di vendere Batsford Park e trasferire la famiglia (una quinta figlia, Jessica, era nata nel settembre 1917) in una sistemazione meno dispendiosa. La casa fu venduta all'inizio del 1919, insieme a gran parte del suo contenuto, tra cui, con sgomento di Nancy, buona parte della biblioteca. La nuova casa di famiglia era Asthall Manor, un palazzo giacobino nei pressi di Swinbrook, nell'Oxfordshire. Era una sistemazione temporanea in attesa della costruzione di una nuova casa su un terreno vicino. La famiglia rimase a Asthall Manor per sette anni, e l'edificio divenne lo scenario di molte delle scene familiari che Nancy avrebbe poi introdotto nei suoi romanzi semi-autobiografici.
Crescere fu un processo difficile per Nancy. Incapace di stabilire una relazione con Pamela, la sorella più vicina alla sua età, era annoiata e irritata dai fratelli più piccoli, e sfogava i suoi sentimenti stuzzicandoli e tormentandoli. Per il loro divertimento curò e realizzò una rivista, The Boiler, a cui contribuiva con storie di omicidi divertenti e raccapriccianti.
Nel 1921, dopo aver supplicato per anni un'istruzione più adeguata, a Nancy fu concesso di frequentare un anno a Hatherop Castle, un istituto privato informale per giovani donne di buona famiglia. Laura Thompson, nella sua biografia di Nancy Mitford, descrive Hatherop non tanto come una scuola, ma come "più un casto assaggio della vita da debuttante". Qui Nancy imparò il francese e altre materie. Era la sua prima esperienza di vita lontano da casa, e le piacque. L'anno seguente le fu permesso di accompagnare altre quattro ragazze in un viaggio culturale a Parigi, Firenze e Venezia; le sue lettere a casa sono piene di espressioni di meraviglia per i luoghi e i tesori: "Non avevo idea di essere così appassionata di quadri... se solo avessi una stanza tutta mia ne farei una galleria di quadri".

### Debutto in società
Il diciottesimo compleanno di Nancy, nel novembre del 1922, fu l'occasione per un grande ballo delle debuttanti, che segnò l'inizio del suo ingresso in società. Questa fu seguita nel giugno del 1923 dalla sua presentazione a corte - un'introduzione formale a Giorgio V a Buckingham Palace - dopo la quale fu ufficialmente "fuori" e poté partecipare ai balli e alle feste che costituivano la Stagione di Londra. Trascorse gran parte dei successivi anni in una serie di eventi sociali, stringendo nuovi amicizie e mescolandosi con i "giovani brillanti" della Londra degli anni '20. Nancy dichiarò che "non vedevamo quasi la luce del giorno, se non all'alba". Nel 1926 l'Asthall Manor fu finalmente venduta. Mentre la nuova casa di Swinbrook veniva preparata, le donne della famiglia furono inviate per tre mesi a Parigi, un periodo che, dice Hastings, diede inizio alla "storia d'amore che durerà per tutta la vita" di Nancy con la Francia.
Tra i nuovi amici di Londra di Nancy c'era Evelyn Gardner che era fidanzata con un uomo di nome Evelyn Waugh. Lei e Waugh in seguito svilupparono un'amicizia duratura. Sebbene fosse ormai maggiorenne, il padre mantenne un'ostilità aggressiva nei confronti della maggior parte dei suoi amici maschi, tanto più che, come osserva Hastings, questi tendevano verso il frivolo, l'estetico e l'effeminato. Tra di loro c'era Hamish St Clair Erskine, il secondogenito del quinto conte di Rosslyn, uno studente di Oxford di quattro anni più giovane di Nancy. I due giovani si conobbero nel 1928 e si fidanzarono ufficialmente, nonostante l'omosessualità di Erskine (della quale, forse, Nancy non era a conoscenza).

### Scrittrice
Come mezzo per aumentare il magro assegno fornitole dal padre, Nancy iniziò a scrivere, incoraggiata da Waugh. I suoi primi tentativi, anonimi contributi alle rubriche di pettegolezzi nelle riviste mondane, portarono ad occasionali articoli firmati , e nel 1930 The Lady la ingaggiò per scrivere una rubrica regolare. Quell'inverno, cominciò a scrivere un vero e proprio romanzo, Highland Fling, in cui vari personaggi - per lo più identificabili tra i suoi amici, conoscenti e familiari - partecipano a una festa scozzese che si sviluppa in modo caotico. Il libro ebbe un piccolo impatto quando fu pubblicato nel marzo del 1931 e iniziò immediatamente a lavorare su un altro Christmas Pudding, illustrato dal suo caro amico Mark Ogilvie-Grant. Come il romanzo precedente, la trama è incentrata su uno scontro tra "Bright Young People" (ovvero giovani bohémien dissoluti) e la vecchia generazione. Le caricature sottilmente mascherate che pervadevano il libro scioccarono Lady Redesdale, che pensava che non potesse essere pubblicato sotto il nome di Mitford. 
La relazione tra Erskine e Nancy continuò in modo intermittente. Mentre spesso disperava della relazione, rifiutava altre offerte di matrimonio, dicendo che "non avrebbe mai sposato nessuno tranne Hamish". Nel 1932 la sua situazione fu oscurata da uno scandalo di famiglia che coinvolse la sorella minore Diana, che aveva sposato Bryan Guinness nel 1928 e che era madre di due bambini. Nel 1932 Diana abbandonò il marito per diventare l'amante di Sir Oswald Mosley, il leader dell'Unione Britannica dei Fascisti, egli stesso sposato con tre figli. Quasi la sola della famiglia, Nancy offrì sostegno alla sorella, facendole visita regolarmente e aggiornandola con notizie di famiglia e pettegolezzi. La sua storia d'amore terminò bruscamente quando, nel giugno del 1933, Erskine la informò che intendeva sposare la figlia di un banchiere londinese. 

### Matrimonio
Dopo un mese dalla rottura con Erskine, Nancy annunciò il suo fidanzamento con Peter Rodd, secondo figlio di Sir Rennell Rodd, un diplomatico e politico che fu elevato quell'anno alla nobiltà col titolo di Barone Rennell. I biografi lo descrivono come irresponsabile, infedele, noioso e incapace di mantenere un lavoro regolare. Si sposarono il 4 dicembre 1933, dopo di che si stabilirono in un cottage a Strand-on-the-Green, ai margini occidentali di Londra. L'iniziale delizia di Nancy nel matrimonio fu presto mitigata dalle preoccupazioni per il denaro, dalla disinvoltura di Rodd e dalla avversione della stessa Nancy per la famiglia di lui. 
Nel 1934 iniziò il suo terzo romanzo, Wigs on the Green, una satira sul movimento fascista "Blackshirt" di Oswald Mosley. La stessa Nancy si era avvicinata al movimento, anche se il suo entusiasmo era stato di breve durata e altrettanto rapidamente era diventata un'animata oppositrice del fascismo. Quando il romanzo fu pubblicato nel 1935 ebbe poca risonanza da parte della critica, mentre ebbe un grosso impatto sulla sua famiglia dal momento che si sentirono grandemente offesi alcuni amici e familiari, in particolare le sorelle Diana e Unity, entrambe sostenitrici del movimento di Mosley e devote ammiratrici del dittatore tedesco Adolf Hitler. Diana alla fine la perdonò, ma la frattura con Unity, che fu oltraggiata dal suo ritratto nel libro come la ridicola "Eugenia Malmains", non fu mai completamente sanata.
Nel 1936 il matrimonio di Nancy era in gran parte una finzione. Rodd aveva una relazione con la moglie di un amico, una situazione che continuò nel 1937, quando la famiglia Mitford fu ulteriormente scossa dalla fuga di Jessica, con il cugino Esmond Romilly. Romilly era stato rimpatriato dopo aver combattuto a fianco della parte repubblicana nella guerra civile spagnola. La giovane coppia venne rintracciata a Bilbao; Nancy fu inviata per riportarli a casa, ma non riuscì a persuaderli e i due si sposarono a maggio. 
Durante l'inverno del 1937-1938, il principale impegno letterario di Nancy fu come editor delle lettere dei cugini Stanley di Alderley, con i quali era imparentata tramite la bisnonna Blanche Airlie. Le preoccupazioni relative a questo progetto - che la occupava per nove, dieci ore al giorno - danneggiò ulteriormente il rapporto con Rodd, che si sentì trascurato. Tuttavia, nell'estate del 1938 scoprì di essere incinta, ma ebbe un aborto nel settembre successivo. All'inizio del 1939 Rodd partì per il Sud della Francia, per lavorare con le organizzazioni che portavano soccorso alle migliaia di profughi spagnoli in fuga dall'esercito del generale Franco nelle fasi finali della guerra civile. A maggio Nancy si unì a lui e trascorse diverse settimane come soccorritrice. Fu molto turbata da ciò che vide: "Non ho mai pianto così tanto in tutta la mia vita". L'esperienza rafforzò il suo antifascismo tanto che scrisse: "Mi unirei al diavolo in persona per fermare ogni ulteriore estensione di questa infezione".

### Seconda guerra mondiale
Lo scoppio della guerra nel settembre del 1939 divise la famiglia Mitford. Nancy e Rodd sostenevano la guerra; i Romilly erano partiti per l'America, mentre gli altri speravano in una distensione anglo-tedesca o, come nel caso di Unity, erano apertamente filo-nazisti. Unity era a Monaco quando fu dichiarata la guerra; in preda alla disperazione tentò il suicidio sparandosi alla testa. Sopravvisse e fu mandata a casa attraverso la Svizzera neutrale. Mosley e Diana, che si erano sposati segretamente nel 1936, furono detenuti ai sensi del Defence Regulation 18B. Nancy, in piena lotta antifascista, aveva descritto sua sorella all'agenzia di intelligence britannica MI5 come "un'egotista spietata e accorta, una devota fascista e ammiratrice di Hitler [che] desidera sinceramente la caduta dell'Inghilterra e della democrazia in generale". Durante la "Strana guerra" Nancy fu per un breve periodo pilota dell'Air Raid Precautions (ARP), e in seguito lavorò in un pronto soccorso a Paddington. Attinse a queste esperienze nel suo quarto romanzo, Pigeon Pie, una commedia sullo spionaggio. Pubblicato da Hamish Hamilton nel maggio 1940, in un momento in cui c'era poco richiesta per la spensierata satira di guerra, il libro fu un fallimento commerciale.
Nell'aprile del 1940 Nancy subì il suo secondo aborto. Poco dopo Rodd, che era stato arruolato delle Welsh Guards, partì oltremare. Sola a Londra, Nancy si trasferì nella casa di famiglia a Rutland Gate dove rimase durante il blitz londinese. La casa era stata requisita per fornire un rifugio alle famiglie ebree evacuate dalle aree bombardate dell'East End. Nancy passò gran parte del suo tempo a occuparsi di queste famiglie, "così laboriose, pulite e grate". Una breve relazione con un ufficiale francese, André Roy, portò a una terza gravidanza. Nancy di nuovo abortì, con complicazioni che portarono, nel novembre 1941, a un'isterectomia. Dopo la convalescenza, alla fine, cominciò a lavorare come assistente presso la libreria Heywood Hill a Curzon Street. Il negozio divenne il centro delle attività quotidiane di Nancy ed un luogo d'incontro privilegiato per i letterati di Londra. Nel settembre del 1942 incontrò Gaston Palewski, un colonnello francese legato allo staff londinese del generale Charles de Gaulle. Lo trovò affascinante e divenne l'amore della sua vita, anche se i suoi sentimenti non furono mai pienamente ricambiati, e un'ispirazione per gran parte dei suoi scritti successivi. Per preservare la sua reputazione di donna sposata, la relazione fu portata avanti con discrezione, prima che Palewski partisse per l'Algeria nel maggio del 1943. Successivamente il rapporto fu principalmente epistolare e occasionalmente telefonico, poiché Palewski fu solo per brevi periodi in Inghilterra prima della fine della guerra. 
L'insuccesso di Pigeon Pie aveva raffreddato il desiderio di Nancy di scrivere, ma nel 1944, con l'incoraggiamento di Waugh, iniziò a progettare un nuovo romanzo. Nel marzo del 1945 le fu concesso un permesso di tre mesi dal lavoro in libreria  per scriverlo. The Pursuit of Love è una commedia romantica autobiografica in cui molti dei suoi familiari e conoscenti appaiono in sottili travestimenti. Nonostante l'interruzione dovuta  all'apprendere che suo fratello Thomas era morto combattendo in Birmania, finì il libro e, a settembre, andò a Parigi. Apparentemente con lo scopo di aprire una filiale francese di Heywood Hill, ma in realtà per il desiderio di essere vicina a Palewski, membro del governo provvisorio postbellico di de Gaulle. Rietrò a Londra, nel dicembre 1945, per la pubblicazione di The Pursuit of Love che fu, a detta di Hastings, "un successo immediato e fenomenale ... L'antidoto perfetto per i lunghi anni di guerra di stenti e austerità, fornando al pubblico denutrito con i suoi ingredienti preferiti: l'amore, l'infanzia e le classi superiori inglesi ". Ad un anno dalla pubblicazione le copie vendute furono 200.000 ed il risultato fece saldamente di Nancy Mitford un'autrice best seller.

### Parigi
Alla fine della guerra Rodd tornò a casa, ma il matrimonio era sostanzialmente finito; pur restando amici, la coppia condusse vite separate. La visita di Nancy in Francia alla fine del 1945 aveva riacceso il suo desiderio di vivere lì, e nell'aprile del 1946, lasciò Londra per fare di  Parigi la sua residenza permanente; non tornò più a vivere in Inghilterra. Era una prolifica scrittrice di lettere e tenne i contatti con la sua grande corte di amici attraverso una copiosa corrispondenza. 
Durante i suoi primi 18 mesi a Parigi, Nancy visse in diversi alloggi per breve tempo godendo di una vita sociale frenetica, il cui fulcro era l'ambasciata britannica. Alla fine trovò un confortevole appartamento, con una cameriera, al numero 7 di rue Monsieur sulla Rive Gauche, vicino alla residenza di Palewski. Sistemata lì in tutta comodità, stabilì una routine per la sua esistenza che seguì per lo più per i successivi 20 anni. La sua vita era intervallata da brevi visite regolari a familiari e amici in Inghilterra e alle estati trascorse generalmente a Venezia. 
Nel 1948 completò un nuovo romanzo, un sequel di The Pursuit of Love che chiamò Love in a Cold Climate. Nel 1950 ha tradotto e adattato l'opera teatrale di André Roussin La petite hutte ( "Il piccolo rifugio"). Nello stesso anno, il Sunday Times le chiese di contribuire con una rubrica regolare, che tenne per quattro anni. Questo periodo impegnativo della sua vita come scrittrice continuò nel 1951 con il terzo romanzo del dopoguerra, The Blessing, un altro romanzo semi-autobiografico questa volta ambientato a Parigi, in cui una giovane aristocratica inglese è sposata con un marchese francese libidinoso. Harold Acton lo ritiene il suo romanzo più riuscito. Questa volta Waugh (a cui il libro era dedicato) non mosse critiche; trovò il libro "ammirevole, deliziosamente divertente, coerente e completo, di gran lunga il migliore dei tuoi scritti".
In quel periodo iniziò la sua prima seria opera saggistica, una biografia di Madame de Pompadour. 
Nell'ottobre del 1957 Palewski fu nominato ambasciatore di Francia in Italia. I loro incontri, che erano diventati sempre più rari a causa dei numerosi impegni politici e sociali, erano ora ridotti a una singola visita all'anno, integrata con lettere occasionali. Nel marzo del 1958 morì suo padre. 
Nel frattempo aveva completato il suo ultimo libro, Voltaire in Love, un resoconto della storia d'amore tra Voltaire e marchesa di Châtelet. La stesura era stata ostacolata da dolorosi mal di testa derivanti dall'abbassamento della vista e la preoccupazione che potesse diventare cieca. Poi tornò a scrivere narrativa, con il romanzo Don't tell Alfred. Il libro, pubblicato nell'ottobre del 1960, fu popolare tra il pubblico, ma ebbe recensioni piuttosto fredde. Ad alcuni amici non piacque e decise che non avrebbe scritto più romanzi.
Nell'agosto 1962 Palewski fu nominato ministro nel governo di Georges Pompidou e tornò a Parigi. Questo non significò incontri più regolari o frequenti, e la relazione con Nancy continuò a debita distanza. Nell'aprile del 1963 ritornò in Inghilterra per il matrimonio del cugino Angus Ogilvy con la principessa Alexandra. Un mese dopo fece ritorno per il funerale di sua madre, Lady Redesdale. Anche gli amici di Nancy stavano morendo "nella mezza età". Le morti premature inclusero quella di Evelyn Waugh. 
In mezzo a questi sconvolgimenti personali, Nancy continuò a scrivere. Nel 1964 iniziò a lavorare a The Sun King, una biografia del re Luigi XIV. Quando fu pubblicato nell'agosto del 1966, tra i molti tributi al libro ci fu quello del presidente de Gaulle, che lo raccomandò a tutti i membri del suo gabinetto. All'epoca, la relazione di Mitford con Palewski si era andata esaurendosi e si rese conto che i bei tempi non sarebbero tornati. Decise di lasciare Parigi e comprare una casa a Versailles.

### Morte
Si trasferì al 4° rue d'Artois, a Versailles, nel gennaio 1967. Nel 1968, iniziò a lavorare al suo ultimo libro, una biografia di Federico il Grande. Mentre era confinata a casa nel marzo del 1969, dopo una serie di malattie, apprese da un annuncio del giornale che Palewski aveva sposato la duchessa di Sagan, una ricca divorziata. Nancy aveva da tempo accettato che Palewski non l'avrebbe mai sposata. Tuttavia, rimase profondamente ferita dalla notizia. Poco dopo, entrò in ospedale per la rimozione di un tumore. Dopo l'operazione le sofferenze non finirono, anche se fu in grado di continuare a lavorare al libro. Nell'ottobre 1969, intraprese un tour nella Germania dell'Est per visitare ex palazzi reali e campi di battaglia. Terminò il libro, ma nell'aprile 1970 fu di nuovo in ospedale per ulteriori test, che non portarono né a una diagnosi né a un trattamento efficace.
Frederick the Great fu pubblicato sul finire del 1970. Gli ultimi anni furono dominati dalla malattia, anche se trasse qualche piacere dalle visite delle sorelle e degli amici e lavorando nel suo giardino. Alla fine del 1972 entrò nella Nuffield Health a Londra, dove le fu diagnosticato il linfoma di Hodgkin, un tumore del sangue. Visse per altri sei mesi, incapace di badare a se stessa e con un dolore quasi costante, lottando per mantenere alto il morale.
Morì il 30 giugno 1973 nella sua casa in rue d'Artois e fu cremata a Versailles, dopodiché le sue ceneri furono portate a Swinbrook per la sepoltura accanto a quelle della sorella Unity.

## Ascendenza
|                                              |                      |                                 | Genitori                                   |  |  | Nonni |  |  | Bisnonni              |  |  | Trisnonni     |  |
|                                              |                      |                                 |                                            |  |  |       |  |  | Henry Reveley Mitford |  |  | Henry Mitford |  |
|                                              |                      |                                 |                                            |  |  |       |  |  | Henry Reveley Mitford |  |  | Henry Mitford |  |
|                                              |                      | Mary Anstruther                 |                                            |  |  |       |  |  | Henry Reveley Mitford |  |  |               |  |
| Algernon Freeman-Mitford, I barone Redesdale |                      |                                 |                                            |  |  |       |  |  | Henry Reveley Mitford |  |  |               |  |
|                                              |                      | Georgiana Ashburnham            | George Ashburnham, III conte di Ashburnham |  |  |       |  |  |                       |  |  |               |  |
|                                              |                      | Georgiana Ashburnham            | George Ashburnham, III conte di Ashburnham |  |  |       |  |  |                       |  |  |               |  |
|                                              |                      | Georgiana Ashburnham            | Charlotte Percy                            |  |  |       |  |  |                       |  |  |               |  |
| David Freeman-Mitford, II barone Redesdale   |                      | Georgiana Ashburnham            |                                            |  |  |       |  |  |                       |  |  |               |  |
|                                              |                      | David Ogilvy, X conte di Airlie | David Ogilvy, IX conte di Airlie           |  |  |       |  |  |                       |  |  |               |  |
|                                              |                      | David Ogilvy, X conte di Airlie | David Ogilvy, IX conte di Airlie           |  |  |       |  |  |                       |  |  |               |  |
|                                              |                      | David Ogilvy, X conte di Airlie | Clementina Drummond                        |  |  |       |  |  |                       |  |  |               |  |
| Clementina Ogilvy                            |                      | David Ogilvy, X conte di Airlie |                                            |  |  |       |  |  |                       |  |  |               |  |
|                                              |                      | Henrietta Stanley               | Edward Stanley, II barone di Alderley      |  |  |       |  |  |                       |  |  |               |  |
|                                              |                      | Henrietta Stanley               | Edward Stanley, II barone di Alderley      |  |  |       |  |  |                       |  |  |               |  |
|                                              |                      | Henrietta Stanley               | Henrietta Maria Dillon-Lee                 |  |  |       |  |  |                       |  |  |               |  |
| Nancy Freeman-Mitford                        |                      | Henrietta Stanley               |                                            |  |  |       |  |  |                       |  |  |               |  |
|                                              | Thomas Milner Gibson | Thomas Gibson                   |                                            |  |  |       |  |  |                       |  |  |               |  |
|                                              | Thomas Milner Gibson | Thomas Gibson                   |                                            |  |  |       |  |  |                       |  |  |               |  |
|                                              | Thomas Milner Gibson | Isabella Glover                 |                                            |  |  |       |  |  |                       |  |  |               |  |
| Thomas Gibson Bowles                         | Thomas Milner Gibson |                                 |                                            |  |  |       |  |  |                       |  |  |               |  |
|                                              |                      | Susannah Bowles                 | William Bowles                             |  |  |       |  |  |                       |  |  |               |  |
|                                              |                      | Susannah Bowles                 | William Bowles                             |  |  |       |  |  |                       |  |  |               |  |
|                                              |                      | Susannah Bowles                 | Mary Ann Dawes                             |  |  |       |  |  |                       |  |  |               |  |
| Sydney Bowles                                |                      | Susannah Bowles                 |                                            |  |  |       |  |  |                       |  |  |               |  |
|                                              |                      | Charles Evans-Gordon            | George Evans-Gordon                        |  |  |       |  |  |                       |  |  |               |  |
|                                              |                      | Charles Evans-Gordon            | George Evans-Gordon                        |  |  |       |  |  |                       |  |  |               |  |
|                                              |                      | Charles Evans-Gordon            | Frances Spalding                           |  |  |       |  |  |                       |  |  |               |  |
| Jessica Evans-Gordon                         |                      | Charles Evans-Gordon            |                                            |  |  |       |  |  |                       |  |  |               |  |
|                                              |                      | Catherine Rose                  | Alexander Rose                             |  |  |       |  |  |                       |  |  |               |  |
|                                              |                      | Catherine Rose                  | Alexander Rose                             |  |  |       |  |  |                       |  |  |               |  |
|                                              |                      | Catherine Rose                  | Janet McIntosh                             |  |  |       |  |  |                       |  |  |               |  |
|                                              |                      | Catherine Rose                  |                                            |  |  |       |  |  |                       |  |  |               |  |

## Opere

### Romanzi
- Highland Fling, London, Thornton Butterworth, 1931, OCLC 12145781.
- Christmas Pudding, London, Thornton Butterworth, 1932, OCLC 639867174.
- Wigs on the Green, London, Thornton Butterworth, 1935, OCLC 5728619.
- Pigeon Pie, London, Hamish Hamilton, 1940, OCLC 709966771.
- The Pursuit of Love, London, Hamish Hamilton, 1945, OCLC 857990796.
  - A caccia d'amore, trad. di Guidorino Guidi, Roma, Jandi Sapi, 1947; Roma, G. Casini, 1966;
  - Inseguendo l'amore, trad. di Luisa Corbetta, Firenze, Giunti, 1996 e succ. ed.
  - Rincorrendo l'amore, trad. di Silvia Pareschi, Milano, Adelphi 2022
- Love in a Cold Climate, London, Hamish Hamilton, 1949, OCLC 563596524.
  - Amore in climi freddi, trad. di Giovanni Fletzer, Milano, Bompiani, 1954;
  - Amore in climi freddi, trad. di Luisa Corbetta, Firenze, Giunti, 1999;
  - L'amore in un clima freddo, trad. di Silvia Pareschi, Milano, Adelphi, 2012
- The Blessing, London, Hamish Hamilton, 1951, OCLC 752807050.
  - La moglie inglese, trad. di Giovanni e Laura Fletzer, Milano, Bompiani 1953
- Don't Tell Alfred, London, Hamish Hamilton, 1960, OCLC 757838847.
  - Non dirlo ad Alfredo, trad. di Marina Valente, Milano, Bompiani, 1961;
  - Non dirlo ad Alfred, trad. di Silvia Pareschi, Milano, Adelphi 2015

### Biografie
- Madame de Pompadour, London, Hamish Hamilton, 1954, OCLC 432649137. (trad. di Bruno Oddera, Milano, Bompiani, 1955, 1982)
- Voltaire in Love, London, Hamish Hamilton, 1957, OCLC 459588409. (trad. di Bruno Oddera, Milano, Bompiani, 1959)
- The Sun King, London, Hamish Hamilton, 1966, OCLC 229419330.
- Frederick the Great, London, Hamish Hamilton, 1970, ISBN 0-241-01922-2. (trad. di Pietro Radius, Milano, Club degli Editori, 1973)

### Drama
- The Little Hut, London, Hamish Hamilton, 1951, OCLC 317377443. (Gioco,  tradotto e adattato da La petite hutte di André Roussin)

### Come editrice
- The Ladies of Alderley: Letters 1841–1850, London, Chapman & Hall, 1938, OCLC 408486.
- The Stanleys of Alderley: Letters 1851–1865, London, Chapman & Hall, 1939, OCLC 796961504.
- Noblesse oblige: An inquiry into the identifiable characteristics of the English aristocracy, London, Hamish Hamilton, 1956, OCLC 219758991. Il libro include il saggio di Mitford "The English Aristocracy", pubblicato per la prima volta in Encounter, settembre 1955

### Corrispondenze
- Charlotte (ed.) Mosley, Love from Nancy: The Letters of Nancy Mitford, London, Hodder & Stoughton, 1993, ISBN 978-0-340-53784-8.
- Charlotte (ed.) Mosley, The Letters of Nancy Mitford and Evelyn Waugh, London, Hodder & Stoughton, 1996, ISBN 0-340-63804-4.
- John Saumarez (ed.) Smith, The Bookshop at 10 Curzon Street: Letters between Nancy Mitford and Heywood Hill 1952–73, London, Frances Lincoln, 2004, ISBN 978-0-7112-2452-0.
- Charlotte (ed.) Mosley, The Mitfords: Letters Between Six Sisters, London, Fourth Estate, 2007, ISBN 978-1-84115-790-0.